# Антониу-Карлус (Минас-Жерайс)
Антониу-Карлус (порт. Antônio Carlos) — муниципалитет в Бразилии, входит в штат Минас-Жерайс. Составная часть мезорегиона Кампу-дас-Вертентис. Входит в экономико-статистический микрорегион Барбасена. Население составляет 11 652 человека на 2006 год. Занимает площадь 525,025 км². Плотность населения — 22,2 чел./км².

## История
Город основан 27 декабря 1947 года.

## Статистика
- Валовой внутренний продукт на 2003 год составляет 52 198 841,00 реалов (данные: Бразильский институт географии и статистики).
- Валовой внутренний продукт на душу населения на 2003 год составляет 4622,23 реалов (данные: Бразильский институт географии и статистики).
- Индекс развития человеческого потенциала на 2000 год составляет 0,733 (данные: Программа развития ООН).